# 「任意同行」願えますか?
『「任意同行」願えますか?』（「にんいどうこう」ねがえますか?）は、2020年10月1日から12月3日まで全10回限定で、読売テレビの制作により、日本テレビ系列で、毎週木曜の23:59 - 0:54に放送されていた深夜のトークバラエティ番組。

## 概要
2008年10月に開始した『木曜ナイトドラマ』以降、『木曜ミステリーシアター』、『木曜ドラマ』、『木曜ドラマF』まで、12年に亘って連続ドラマが放送されてきたが、2020年10月期改編により、3月に放送したパイロット版の好評から、3か月（1クール）限定でレギュラー化。『嗚呼!花の料理人』以来のバラエティ番組となったため、読売テレビは自社制作の全国ネットドラマ枠を日曜22時30分の『極主夫道』に移行したが、当番組終了後は再び木曜ドラマ枠に戻っている。
2021年10月期改編により地上波は関西エリア限定でシーズン2の制作が決定。10月1日より毎週金曜24時43分（土曜0時43分）から、コンプレックス型の『金曜日はシンデレラ』の第1部枠として放送し、それ以外のエリアは毎週水曜『Netflix』で配信。
出演者の一人であるDJ松永にとって、地上波初のレギュラー番組となる。
内容は、「面白そうなんだけど、実態がよく分からない」というアンケートを基に、MCの3人で妄想トーク。その中で「この人はスルーできないな」と思った人をスタジオに呼び、更に深掘りしていく。

## 出演
MC
- 劇団ひとり[3][4][5]
- ファーストサマーウイカ[3][4][5]
- DJ松永（Creepy Nuts）[3][4][5]

## 放送リスト
| 回 | 放送日         | 放送内容                                     | ゲスト              |
| -- | -------------- | -------------------------------------------- | ------------------- |
| 1  | 2020年 10月1日 | 緊急調査!ひとり&ウイカ&松永が激ヤバ逸材発掘  | 須田亜香里（SKE48） |
| 2  | 10月8日        | ひとり&ウイカ&松永が超男前ボディガードと対決 | 武井壮              |
| 3  | 10月15日       | ひとり&ウイカ&DJ松永 小島瑠璃子vs筋肉男      | 小島瑠璃子          |

## ネット局
| 放送対象地域   | 放送局                    | 系列                                         | 放送日時            | ネット状況 |
| -------------- | ------------------------- | -------------------------------------------- | ------------------- | ---------- |
| 近畿広域圏     | 読売テレビ（ytv）         | 日本テレビ系列                               | 木曜 23:59 - 翌0:54 | 制作局     |
| 北海道         | 札幌テレビ（STV）         | 日本テレビ系列                               | 木曜 23:59 - 翌0:54 | 同時ネット |
| 青森県         | 青森放送（RAB）           | 日本テレビ系列                               | 木曜 23:59 - 翌0:54 | 同時ネット |
| 岩手県         | テレビ岩手（TVI）         | 日本テレビ系列                               | 木曜 23:59 - 翌0:54 | 同時ネット |
| 宮城県         | ミヤギテレビ（MMT）       | 日本テレビ系列                               | 木曜 23:59 - 翌0:54 | 同時ネット |
| 秋田県         | 秋田放送（ABS）           | 日本テレビ系列                               | 木曜 23:59 - 翌0:54 | 同時ネット |
| 山形県         | 山形放送（YBC）           | 日本テレビ系列                               | 木曜 23:59 - 翌0:54 | 同時ネット |
| 福島県         | 福島中央テレビ（FCT）     | 日本テレビ系列                               | 木曜 23:59 - 翌0:54 | 同時ネット |
| 関東広域圏     | 日本テレビ（NTV）         | 日本テレビ系列                               | 木曜 23:59 - 翌0:54 | 同時ネット |
| 山梨県         | 山梨放送（YBS）           | 日本テレビ系列                               | 木曜 23:59 - 翌0:54 | 同時ネット |
| 新潟県         | テレビ新潟（TeNY）        | 日本テレビ系列                               | 木曜 23:59 - 翌0:54 | 同時ネット |
| 長野県         | テレビ信州（TSB）         | 日本テレビ系列                               | 木曜 23:59 - 翌0:54 | 同時ネット |
| 静岡県         | 静岡第一テレビ（SDT）     | 日本テレビ系列                               | 木曜 23:59 - 翌0:54 | 同時ネット |
| 富山県         | 北日本放送（KNB）         | 日本テレビ系列                               | 木曜 23:59 - 翌0:54 | 同時ネット |
| 石川県         | テレビ金沢（KTK）         | 日本テレビ系列                               | 木曜 23:59 - 翌0:54 | 同時ネット |
| 福井県         | 福井放送（FBC）           | 日本テレビ系列                               | 木曜 23:59 - 翌0:54 | 同時ネット |
| 中京広域圏     | 中京テレビ（CTV）         | 日本テレビ系列                               | 木曜 23:59 - 翌0:54 | 同時ネット |
| 鳥取県・島根県 | 日本海テレビ（NKT）       | 日本テレビ系列                               | 木曜 23:59 - 翌0:54 | 同時ネット |
| 広島県         | 広島テレビ（HTV）         | 日本テレビ系列                               | 木曜 23:59 - 翌0:54 | 同時ネット |
| 山口県         | 山口放送（KRY）           | 日本テレビ系列                               | 木曜 23:59 - 翌0:54 | 同時ネット |
| 徳島県         | 四国放送（JRT）           | 日本テレビ系列                               | 木曜 23:59 - 翌0:54 | 同時ネット |
| 香川県・岡山県 | 西日本放送（RNC）         | 日本テレビ系列                               | 木曜 23:59 - 翌0:54 | 同時ネット |
| 愛媛県         | 南海放送（RNB）           | 日本テレビ系列                               | 木曜 23:59 - 翌0:54 | 同時ネット |
| 高知県         | 高知放送（RKC）           | 日本テレビ系列                               | 木曜 23:59 - 翌0:54 | 同時ネット |
| 福岡県         | 福岡放送（FBS）           | 日本テレビ系列                               | 木曜 23:59 - 翌0:54 | 同時ネット |
| 長崎県         | 長崎国際テレビ（NIB）     | 日本テレビ系列                               | 木曜 23:59 - 翌0:54 | 同時ネット |
| 熊本県         | くまもと県民テレビ（KKT） | 日本テレビ系列                               | 木曜 23:59 - 翌0:54 | 同時ネット |
| 大分県         | テレビ大分（TOS）         | 日本テレビ系列 フジテレビ系列                | 木曜 23:59 - 翌0:54 | 同時ネット |
| 宮崎県         | テレビ宮崎（UMK）         | フジテレビ系列 日本テレビ系列 テレビ朝日系列 | 木曜 23:59 - 翌0:54 | 同時ネット |
| 鹿児島県       | 鹿児島読売テレビ（KYT）   | 日本テレビ系列                               | 木曜 23:59 - 翌0:54 | 同時ネット |

## スタッフ

### レギュラー版（シーズン1）
- ナレーター：木村昴[2]
- 演出：城間康男（gusuku）
- チーフディレクター：西田賢（スタッフラビ）
- ディレクター：武田晋助・松尾宗之（両社とも、オレンジ）、上原伸、西野拓也
- 構成：竹村武司、オーガネク、塩見昌矢
- SW：木俣希
- CAM：森内一行
- 音声：江川祐
- 照明：根建勝広
- 編集：小林美善
- MA：石塚翔子
- 音効：阿部雄太
- TK：立石聖美
- 美術・デザイン：山本真平（読売テレビ）
- 美術制作：永田勝明
- アートコーディネーター：安楽信行
- 大道具：浅見大
- 大道具操作：榛木敏彦
- マルチ：大高貢
- 協力：フジアール、ニユーテレス、マルチバックス
- 撮影協力：テクノマックス
- 宣伝：川島拓（読売テレビ）
- リサーチ：佐藤直也
- デスク：宮代さつき（読売テレビ）
- 協力プロダクション：グスク
- 制作協力：スタッフラビ
- 制作スタッフ：石田飛佳、橋本一路、杉田彩絵、竹澤美波、福留脩平、平井耕太、増井里奈
- AP：関根知美
- 演出・プロデューサー：遠藤慎也（読売テレビ）
- プロデューサー：緒方夏子（スタッフラビ）
- チーフプロデューサー：柿本幸一・勝田恒次（両社とも、読売テレビ）
- 制作著作：読売テレビ

### レギュラー版（シーズン2）
- 演出：城間康男（gusuku）
- チーフディレクター：西田賢（スタッフラビ）
- ディレクター：武田晋助（Orange.）、上原伸、神田洋昭、西野拓也
- 構成：竹村武司、オーガネク、塩見昌矢
- TP：高瀬義美
- CAM：木俣希
- VE：山下将平
- 音声：加瀬悦史
- 照明：白石弘志
- 編集：小林美善
- MA：駒井仁
- 音効：阿部雄太
- 美術：山本真平（読売テレビ）
- 美術制作：永田勝明
- アートコーディネーター：平田貴幸
- 大道具：岩崎隆史
- マルチ：大高貢
- メイク：枝廣優綺
- 協力：太田プロダクション、フジアール、ニユーテレス、マルチバックス
- 宣伝：川島拓（読売テレビ）
- 動画配信：折原加奈（読売テレビ）
- リサーチ：佐藤直也
- 協力プロダクション：グスク
- 制作協力：スタッフラビ
- 制作スタッフ：山田翔太、三原有優、平井耕太、竹澤美波、佐野由加里、藤枝伶奈、松田実歩、中島早奈恵、岩本凛
- AP：折原彩音
- 演出・プロデューサー：遠藤慎也（読売テレビ）
- プロデューサー：緒方夏子（スタッフラビ）
- チーフプロデューサー：新宅淳（読売テレビ）
- 制作著作：読売テレビ

### パイロット版
- ナレーター：木村昴[1]
- 演出：城間康男（gusuku）
- チーフディレクター：西田賢（スタッフラビ）
- ディレクター：武田晋助・松尾宗之（両社とも、オレンジ）
- 構成：竹村武司、オーガネク、塩見昌矢
- SW：木俣希
- CAM：森内一行
- 音声：加瀬悦史
- 照明：紙透貴仁
- 編集：小林美善
- MA：鳥居拓也
- 音効：若林雄二
- 美術・デザイン：山本真平（読売テレビ）
- 美術制作：永田勝明
- アートコーディネーター：西嶋友里
- 大道具：浅見大
- 大道具操作：丸野彰久
- マルチ：大高貢
- 協力：フジアール、ニユーテレス、マルチバックス、IMAGICA
- 撮影協力：アイデアの城
- 宣伝：川島拓（読売テレビ）
- リサーチ：佐藤直也
- デスク：宮代さつき（読売テレビ）
- 協力プロダクション：グスク
- 制作協力：スタッフラビ
- 制作スタッフ：石田飛佳、杉田彩絵、中原瑞希、仁井智成
- 演出・プロデューサー：遠藤慎也（読売テレビ）
- プロデューサー：緒方夏子（スタッフラビ）
- チーフプロデューサー：勝田恒次（読売テレビ）
- 制作著作：読売テレビ